# 萨勒 (塔恩省)
萨勒（法語：Salles，法語發音：[sal] ⓘ）是法国奥克西塔尼大区塔恩省的一个市镇，位于该省北部，属于阿尔比区。

## 地理
萨勒（44°4'23"N, 2°2'9"E）面积8.19 平方千米，位于法国奧克西塔尼大區塔恩省，该省份为法国南部内陆省份，北起顺时针与阿韦龙省、埃罗省、奥德省、上加龙省和塔恩-加龙省接壤。
与萨勒接壤的市镇（或旧市镇、城区）包括：利弗尔卡泽勒、莫内斯蒂耶、圣马塞尔-康普、勒塞居尔、维拉克。

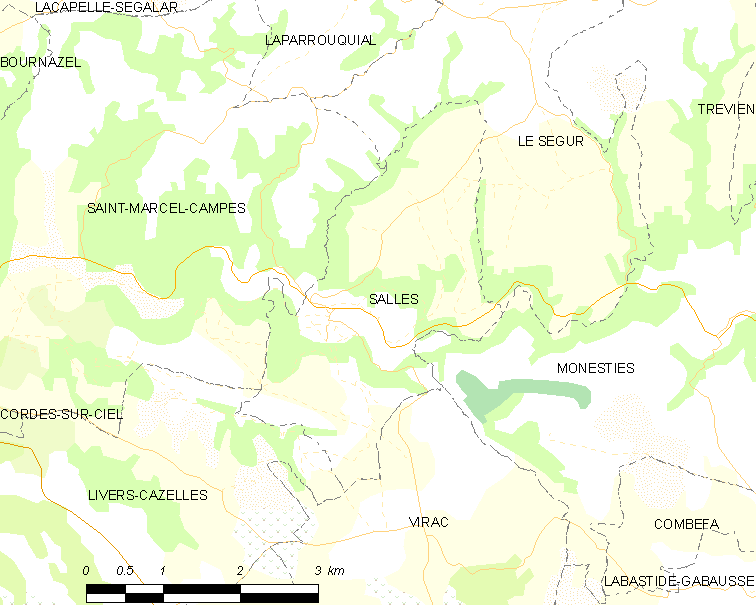
的OSM定位图

萨勒的时区为UTC+01:00、UTC+02:00（夏令时）。

## 行政
萨勒的邮政编码为81640，INSEE市镇编码为81275。

## 政治
萨勒所属的省级选区为卡尔莫第二县。

## 人口

1962-2008年间人口变化图示

萨勒于2022年1月1日时的人口数量为196人。